# Knutsford
Knutsford es una localidad situada en la autoridad unitaria de Cheshire Este, en el condado de Cheshire, en Inglaterra (Reino Unido), con una población estimada a mediados de 2016 de 13 325 habitantes.
Se encuentra ubicada al sur de la región Noroeste de Inglaterra, cerca de la frontera con Gales, de la costa del mar de Irlanda y a poca distancia al sur de la ciudad de Liverpool.